# Little Bitch
Little Bitch è il terzo album discografico del gruppo musicale di rock statunitense-messicano Tito & Tarantula, pubblicato dall'etichetta discografica Cockroach Records nell'agosto del 2000.
Primo disco senza la bassista Jennifer Condos, che aveva lasciato il gruppo prima della registrazione dell'album per motivi personali.

## Tracce
1. Everybody Needs – 5:23 (Tito Larriva, Charlie Midnight, Peter Atanasoff)
2. Forever Forgotten & Unforgiven – 5:26 (Tito Larriva, Peter Atanasoff, Bernie Larsen)
3. Crack in the World – 3:26 (Tito Larriva, John Paragon)
4. Goodbye Sadie – 4:46 (Tito Larriva, Peter Atanasoff, Bron Tieman)
5. Lady Don't Leave – 3:52 (Tito Larriva, Steven Hufsteder)
6. Lonely Sweet Marie – 3:20 (Tito Larriva, Peter Atanasoff)
7. Crime & Shame – 3:08 (Tito Larriva, Steven Hufsteder)
8. Bitch – 3:06 (Tito Larriva, Peter Atanasoff, Bron Tieman)
9. World at My Feet – 4:23 (Tito Larriva, Steven Hufsteder)
10. Super Vita Jane – 3:37 (Tito Larriva, Steven Hufsteder)
11. Dead Person – 3:56 (Tito Larriva, Peter Atanasoff, Dominique Davalos)
12. Silent Train – 4:21 (Tito Larriva)
13. Regresare (Brano basato sulla canzone Mexico di Tito Larriva, Peter Atanasoff e Tony Marsico) – 3:14 (Tito Larriva)

## Formazione
- Tito Larriva - chitarre, voce
- Peter Atanasoff - chitarre, accompagnamento vocale, coro
- Johnny Vatos Hernandez - batteria, percussioni, accompagnamento vocale, coro

Ospiti
- Dominique Davalos - basso, moog a pedaliera, accompagnamento vocale, coro
- Andrea Figueroa - violino, mandolino, chitarra, accompagnamento vocale, coro
- Bucka Allen - B3, wurlitzer, accordion
- John Avila - basso, moog a pedaliera
- Marcus Praed - basso, chitarre, programming, accompagnamento vocale, coro
- Annette Niermann - accompagnamento vocale, coro
- Janet Carroll - accompagnamento vocale, coro
- Brigette Feltus - accompagnamento vocale, coro
- Bron Tieman - mini moog, programming

Note aggiuntive
- Tito Larriva - produttore
- Mark Howard - co-produttore
- André Recke - produttore esecutivo
- Registrazioni effettuate al The Cemetery Studios di Glendale (California)
- Mark Howard, Flo Beier e Guido Preuss - ingegneri delle registrazioni
- Marcus Praed Asst. - mixaggio[1]